# Gare de Nanteuil-le-Haudouin
Ne doit pas être confondu avec Gare de Nanteuil - Saâcy.
La gare de Nanteuil-le-Haudouin est une gare ferroviaire française de la ligne de La Plaine à Hirson et Anor (frontière), située sur le territoire de la commune de Nanteuil-le-Haudouin, à 1 km du centre bourg, dans le département de l'Oise, en région Hauts-de-France.
C'est une gare de la Société nationale des chemins de fer français (SNCF), desservie par des trains TER Hauts-de-France et Transilien. Paris est à 49 km.

## Situation ferroviaire
Établie à 106 m d'altitude, la gare de Nanteuil-le-Haudouin est située au point kilométrique (PK) 48,403 de la ligne de La Plaine à Hirson et Anor (frontière), entre les gares du Plessis-Belleville et d'Ormoy-Villers.
Elle est équipée de deux quais : le quai « 1 » pour la voie « 1 » et le quai « 2 » pour la voie « 2 ».

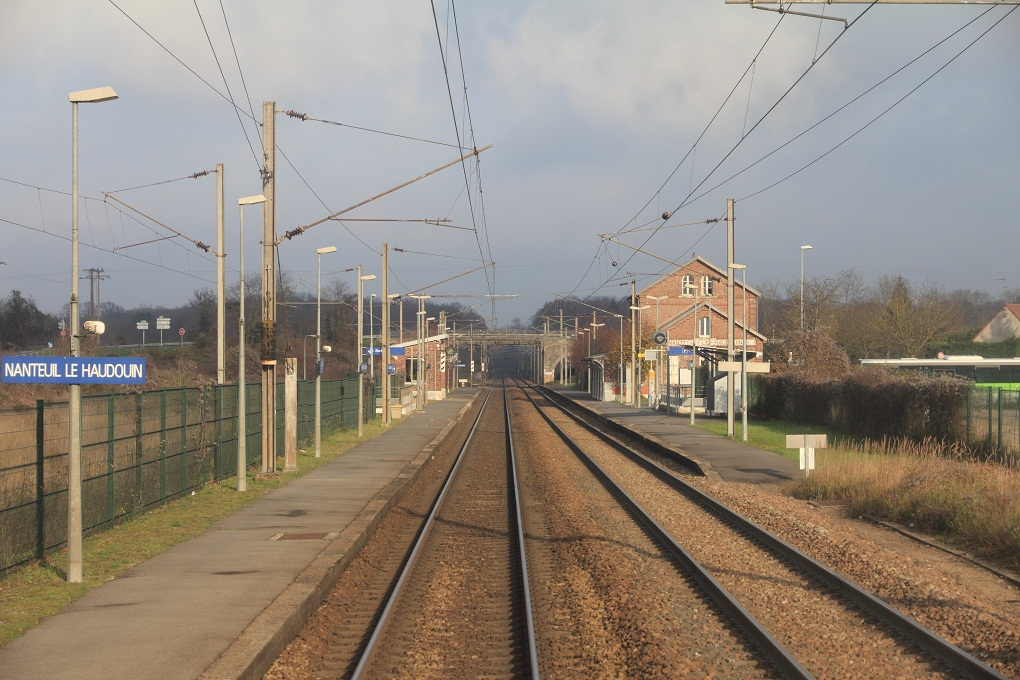
Vue générale de la gare en 2012.

## Histoire
La Compagnie des chemins de fer du Nord obtient la concession d'une ligne de Paris à Soissons le 26 juin 1857. La gare de Nanteuil-le-Haudouin est mise en service par la Compagnie du Nord le 31 août 1861 lors de l'ouverture de la section de la gare de Sevran à la gare de Villers-Cotterêts.

## Fréquentation
De 2015 à 2023, selon les estimations de la SNCF, la fréquentation annuelle de la gare s'élève aux nombres indiqués dans le tableau ci-dessous.
| Année                      | 2015    | 2016    | 2017    | 2018    | 2019    | 2020    | 2021    | 2022    | 2023   |
| -------------------------- | ------- | ------- | ------- | ------- | ------- | ------- | ------- | ------- | ------ |
| Voyageurs                  | 394 356 | 379 607 | 409 721 | 410 324 | 436 518 | 246 534 | 388 946 | 446 309 | 474083 |
| Voyageurs et non voyageurs | 492 945 | 474 509 | 512 151 | 512 905 | 545 647 | 308 167 | 486 182 | 557 886 | 592604 |

## Service des voyageurs

### Accueil
C'est une gare SNCF qui dispose d'un bâtiment voyageurs, avec guichet, ouvert le jeudi matin et le vendredi matin. Elle est équipée d'automates pour l'achat de titres de transport.
Un souterrain permettant le passage en sécurité d'un quai à l'autre.

### Desserte
Nanteuil-le-Haudouin est desservie par des trains TER Hauts-de-France, qui effectuent des missions entre les gares de Paris-Nord et de Laon. C'est également une gare du réseau Transilien desservie par Transilien Paris-Nord (ligne K).

### Intermodalité
Un parking pour les véhicules y est aménagé. Elle est également desservie par les lignes 636, 691, 693, 6214, 6401 et 6411 du réseau interurbain de l'Oise.

## Galerie de photographies

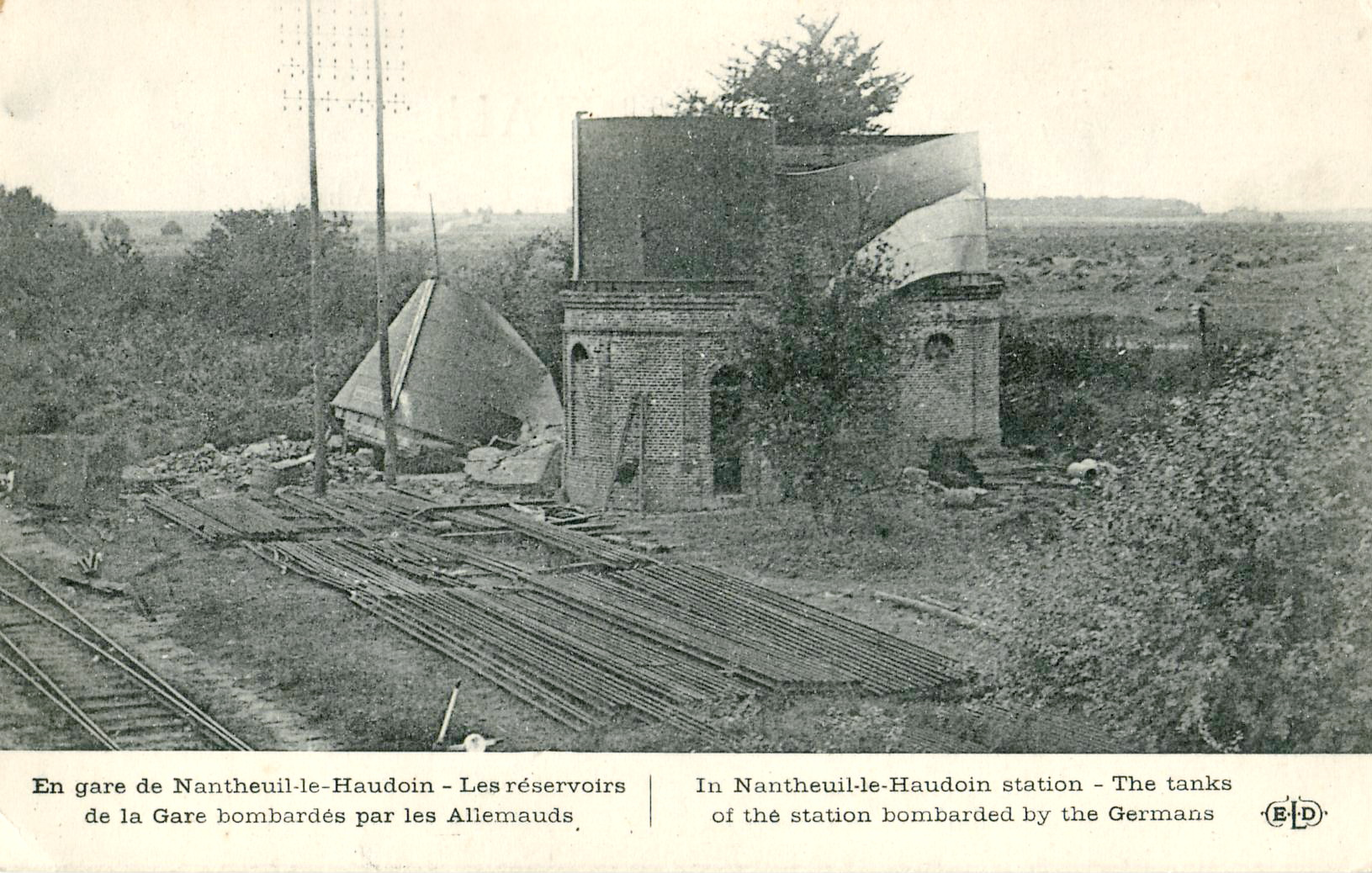
Destructions en gare, lors de la Première Guerre mondiale.
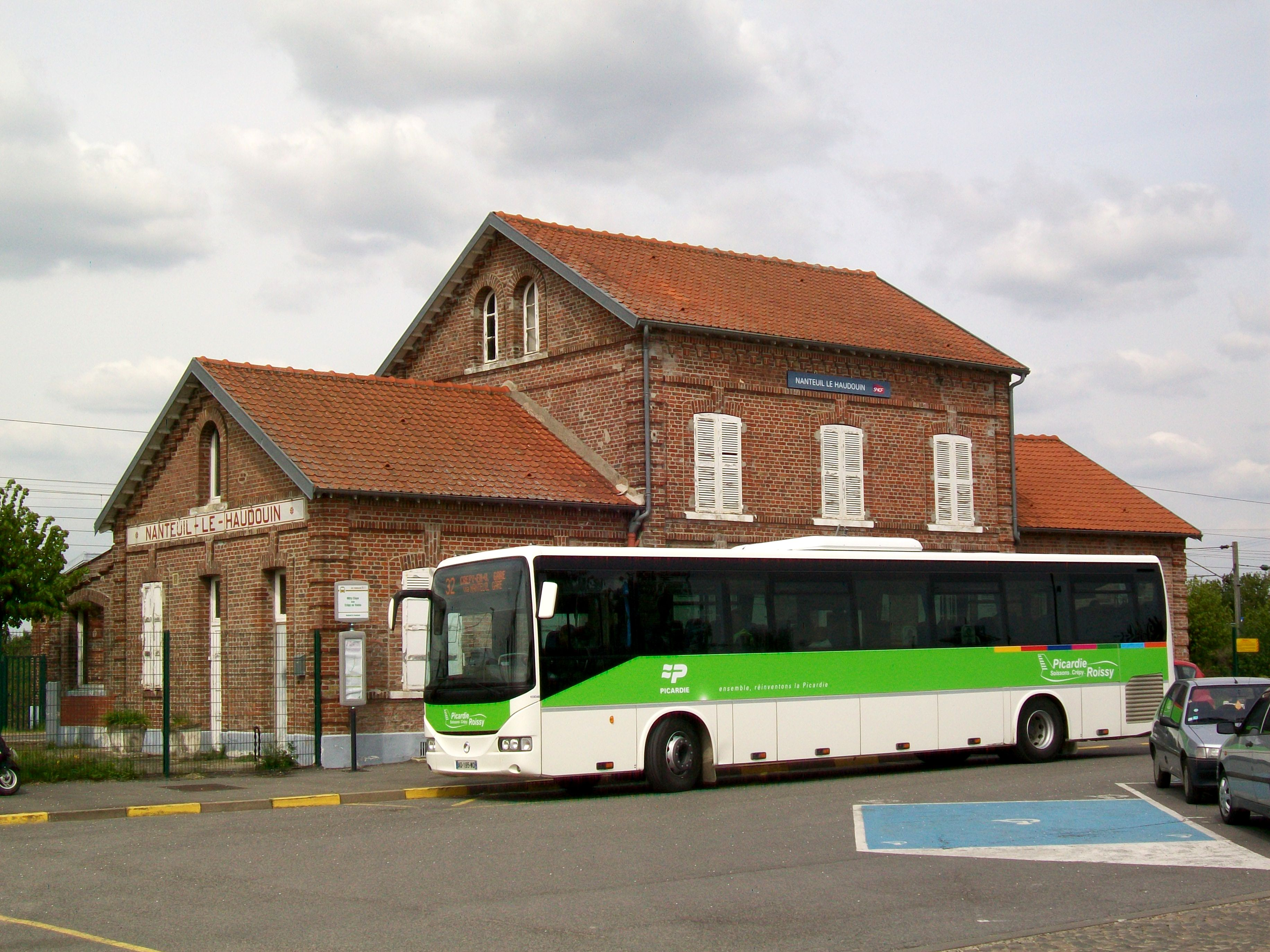
Le bâtiment voyageurs avec un car des TER Picardie stationné devant.
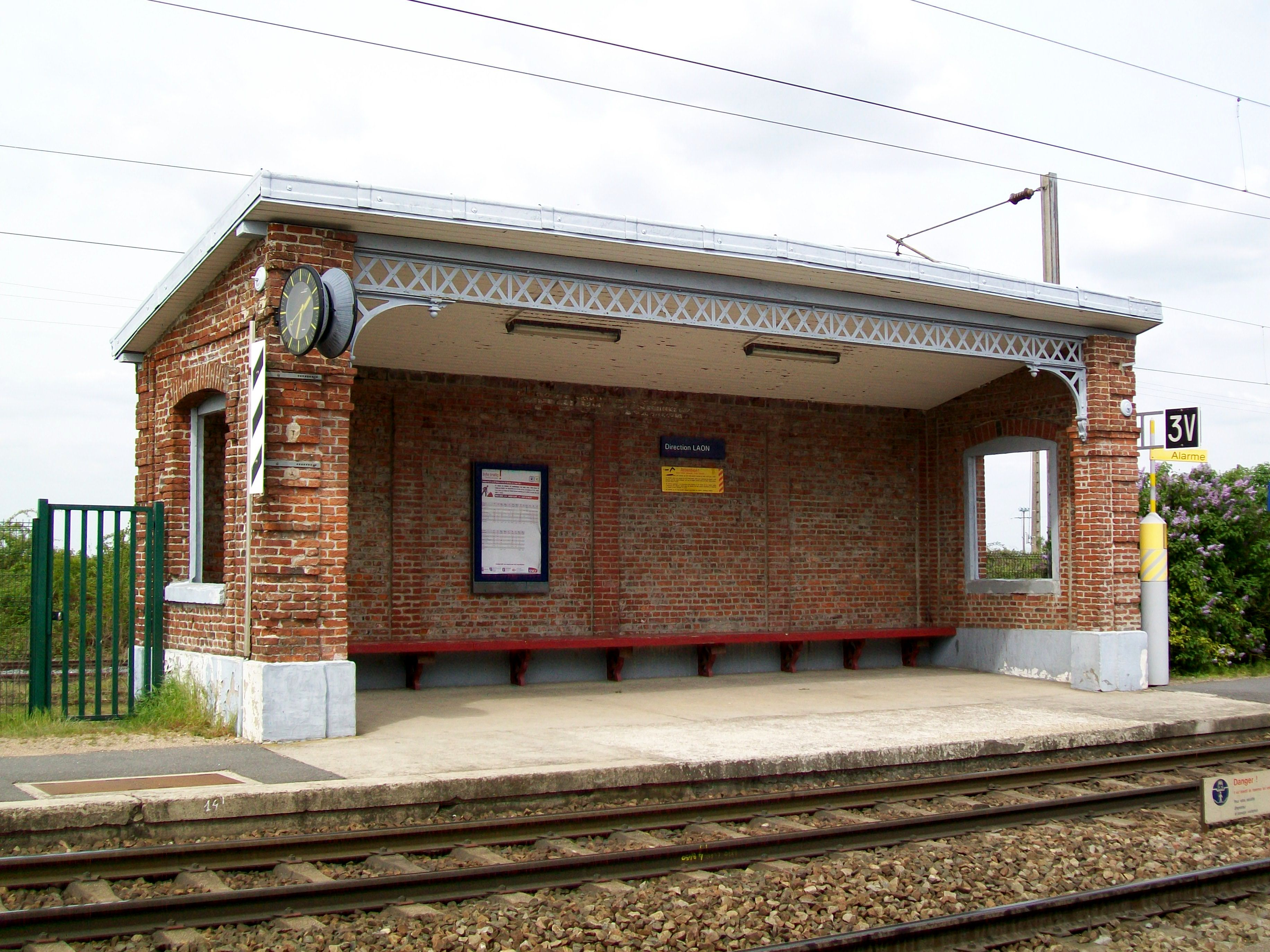
L'abri du quai en direction de Crépy-en-Valois.
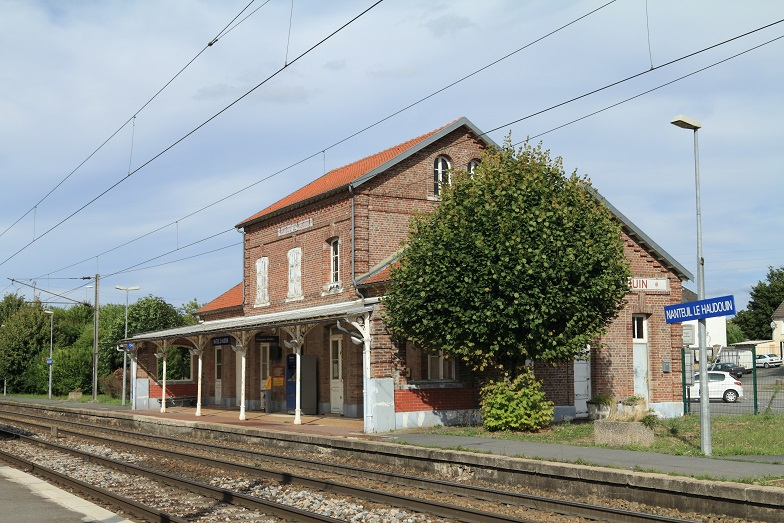
La gare vue du côté des voies, en 2013.